# Ikaztegieta
Ikaztegieta – gmina w Hiszpanii, w prowincji Guipúzcoa, w Kraju Basków, o powierzchni 2 km². W 2011 roku gmina liczyła 469 mieszkańców.
Z Ikaztegieta pochodzi Leire Olaberria, hiszpańska kolarka torowa, mistrzyni Europy.
W miejscowości jest przystanek kolejowy Ikaztegieta.